# Foulgo (Boudry)
Pour les articles homonymes, voir Foulgo.
Foulgo  est un village situé au département de Boudry de la Province du Ganzourgou dans la région du Plateau-Central au Burkina Faso.

## Géographie
Le village de Foulgo est situé à environ un pied au sud du chef-lieu Boudry et à 2,5 km au nord-est de Tanwaka.

## Santé et éducation
Le centre de soins le plus proche de Foulgo est le centre de santé et de promotion sociale (CSPS) de Boudry tandis que le centre médical avec antenne chirurgicale (CMA) le plus proche se trouve à Zorgho.